# Odisseo trafitto
Odisseo trafitto (in greco antico: Ὀδυσσεὺς ἀκανθοπλήξ?) è una tragedia perduta scritta da Sofocle. L'opera, di cui rimangono frammenti, è incentrata sull'episodio della morte di Odisseo per mano del figlio illegittimo Telegono.

## Trama
Telegono, figlio nato dall'unione tra Odisseo e Circe durante la permanenza del primo sull'isola della maga, divenuto adulto, decide di partire alla ricerca del genitore. 
Arrivato ad Itaca, dopo una lite trafigge a morte Odisseo, senza sapere che è il re dell'isola e suo padre. Il vecchio eroe, morente, viene portato in scena e, dopo essersi lamentato per i dolori intollerabili, comprende che Telegono è suo figlio e che gli ha portato la morte "dal mare" secondo la profezia datagli nell'Ade dall'indovino Tiresia.

In seguito, dopo che il giovane porta con sé il corpo del padre, verranno celebrati i matrimoni tra Telegono e Penelope e tra Telemaco e Circe, forse profetizzati da Atena ex machina, che doveva comparire a confortare il morente re di Itaca, suo protetto.